# 카타리나 멘츠
카타리나 멘츠(독일어: Katharina Menz, 1990년 10월 8일~)는 독일의 유도 선수이다. 2020년 하계 올림픽에서 혼성 단체전 동메달을 획득했으며 세계 유도 선수권 대회에서 은메달 1개를 획득했다.

## 경력
1990년 바덴뷔르템베르크주 바크낭에서 한스위르겐 멘츠와 타니아 부부의 딸로 태어났다. 멘츠는 6살 때 TSG 바크낭 산하 지역 유도 클럽에 입단하여 유도를 시작했다.
2009년 프랑스 파리에서 열린 세계 주니어 선수권 대회에서 은메달을 획득했다. 이후 2010년에 독일 국가대표로 발탁되었다.